# Vytautas

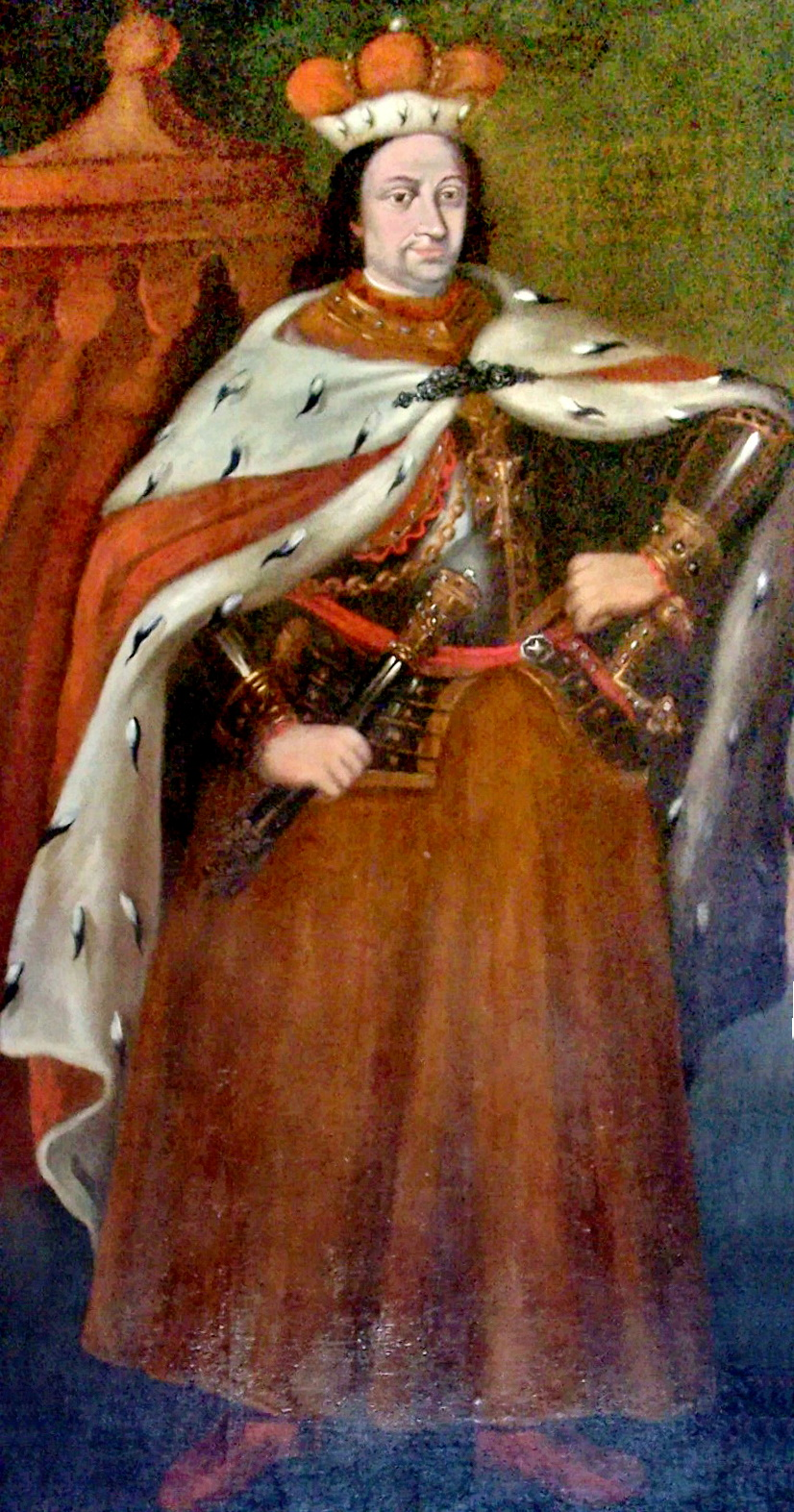
Vytautas der Große in einer Darstellung aus dem 17. Jahrhundert

Vytautas der Große (litauisch Lietuvos didysis kunigaikštis Vytautas, deutsch Vitold oder Witold, Witaut, polnisch Witold, belarussisch Вітаўт Witaŭt, russisch Витовт Witowt; * 1354 oder 1355 in Senieji Trakai; † 27. Oktober 1430) war ab 1392 Großfürst von Litauen und schuf zusammen mit seinem Vetter Jogaila, dem späteren König Władysław II. Jagiełło, die polnisch-litauische Union.

## Familie
Vytautas wurde als Sohn des litauischen Großfürsten Kęstutis (1297–1382) und dessen zweiter Ehefrau Birutė († 1382) in Senieji Trakai geboren.
Er war zweimal verheiratet. Seine erste Ehefrau war Ona (1370–1418), ihre Tochter war Sofia (1371–1453). Seine zweite Ehefrau war Julijona Alšėniškė, Tochter von Jonas Alšėniškis.

## Aufstieg zur Macht
Nach dem Tod des Großfürsten Algirdas († 1377) folgte ihm sein Sohn Jogaila auf den Thron, der aber die langjährige Dyarchie, die zwischen seinem Vater und dessen Bruder Kęstutis, dem Herzog von Trakai, bestanden hatte, nicht beibehalten wollte. So brach zu Beginn der 1380er Jahre ein Bürgerkrieg zwischen Onkel und Neffe aus, in den auch Vytautas als Sohn des Kęstutis und Neffe des letzten Großfürsten involviert war.
Verhandlungen zwischen Jogaila und dem Deutschen Orden dienten Kęstutis 1381 als Anlass, den rechtmäßigen Großfürsten aus Vilnius zu vertreiben und sich selbst als Großfürsten anerkennen zu lassen. Der Staatsstreich scheiterte jedoch 1382, als Kęstutis und Vytautas bei Verhandlungen von Jogaila gefangen genommen wurden; ersterer starb im Gefängnis (möglicherweise wurde er ermordet), Vytautas konnte als Frau verkleidet von dort entkommen und floh nach Preußen zum Deutschen Orden, dem Erbfeind der Litauer (siehe Litauerkriege des Deutschen Ordens). 1383 nahm er den katholischen Glauben an, ließ sich auf den Namen Wigand taufen und zog mit Unterstützung der Ordensritter gegen Jogaila.
Diese Unterstützung hatte er sich 1384 im Königsberger Vertrag mit dem Versprechen gesichert, Niederlitauen an den Orden abzutreten, womit dieser seine Territorien in Ostpreußen und Livland hätte verbinden können. Doch bereits im selben Jahr wandte sich Vytautas gegen seine Verbündeten; im Kampf um ein Machtgleichgewicht in der Region kam es zu einer Annäherung der beiden Rivalen. So billigte Vytautas Jogailas Bemühungen um eine Heirat mit der polnischen Königin Jadwiga († 1399), die von Erfolg gekrönt waren: Unter dem Namen Władysław II. heiratete Jogaila am 4. März 1387.
Vytautas, der sich erst im Jahre zuvor orthodox hatte taufen lassen und bei dieser Gelegenheit den Namen Alexander erhalten hatte, wurde nun erneut katholisch. Er bekleidete hohe Positionen im neuen Staat, nutzte jedoch die Verlagerung der Macht Jogailas nach Polen, um seine Macht im Gebiet des fast verwaisten Großfürstentums Litauen zu stärken und setzte sich dazu zwischen 1389 und 1391 an die Spitze einer Gruppe polnischer Adliger, die mit der litauischen Herrschaft – einer der Brüder Jogailas war hier eingesetzt worden – unzufrieden waren und ihn u. a. bei dem Versuch unterstützten, Vilnius einzunehmen. Trotz seiner Misserfolge, die auch die Unterstützung durch den Deutschen Orden nicht verhindern konnte, vergrößerte sich seine Anhängerschaft, und um weitere Angriffe zu vermeiden, begann Jogaila mit seinem Cousin zu verhandeln. Im Ostrower Vertrag, auf Gut Ostrowo bei Lida unterzeichnet, setzte er 1392 Vytautas mit dem Titel des Großfürsten als seinen Statthalter in Litauen ein.

## Außenpolitik
Vytautas betrieb eine recht erfolgreiche Stabilisierungs- und Expansionspolitik. So ersetzte er zwischen 1392 und 1396 die anderen Gediminidenfürsten in den russischen Ländern durch ihm ergebene Adlige, die er jeweils als Statthalter einsetzte. 1391 heiratete seine Tochter Sofia den Großfürsten von Moskau Wassili I. und wurde später Vormund von dessen Sohn Wassili II. 1408 traf er eine weitere Vereinbarung mit dem Großfürsten, die seinen Einflussbereich in der nordöstlichen Rus’ absicherte.
Mehrfach musste er sich gegen Übergriffe des Deutschen Ordens wehren (1392–1394), er konnte 1392 Smolensk an Litauen anschließen und in mehreren Feldzügen gegen die Tataren (1396–1399) seine Machtsphäre bis zum Schwarzen Meer ausdehnen. Zwar unterlag er 1399 in der Schlacht an der Worskla dem Führer der Goldenen Horde, Edigü, doch konnte er über die Söhne des Khans Toktamisch dennoch Einfluss auf die Horde nehmen und Edigü 1418 zum Frieden zwingen. Das steigerte sein dortiges Ansehen, sodass 1424 mit Ulug Mehmed ein weiterer Tatar im Streit um die Thronfolge in der Horde bei ihm Zuflucht suchte.
Zudem hatte Vytautas sich bereits 1398 gegen Machtansprüche polnischer Adliger durchgesetzt und war von litauischen Adligen zum König von Litauen proklamiert worden, doch musste er nach der Niederlage an der Worskla die Oberherrschaft Jogailas erneut anerkennen.
Ab 1409 begannen Vytautas und Jogaila gemeinsam eine Kampagne gegen den Deutschen Orden, die zunächst 1410 in der Schlacht bei Tannenberg gipfelte. Dabei verlor der Orden seinen Nimbus der Unbesiegbarkeit, konnte sich jedoch noch einige Zeit halten und annehmbare Friedensbedingungen aushandeln, die im Thorner Frieden (1411) festgehalten wurden.
Als im Vertrag von Horodło (1413) sowohl Jogaila als auch Vytautas die Vorteile einer polnisch-litauischen Union endgültig akzeptierten und normale Beziehungen zwischen Litauen und Polen hergestellt wurden, behielt Vytautas den Rang eines Großfürsten bei litauischer Eigenstaatlichkeit. Die Großfürsten von Litauen und die Könige von Polen sollten fortan mit Zustimmung beider Unionspartner gewählt werden. Der litauische Adel wurde in den polnischen Adel aufgenommen und schickte seine Söhne zur Ausbildung nach Polen. Litauen wurde infolgedessen im Laufe der Jahrhunderte stark von der polnischen Kultur beeinflusst.
In der Folge versuchte besonders der ungarische und deutsche König Sigismund von Luxemburg, die Union zu spalten. Aus Protest gegen eine Entscheidung Sigismunds, bei der dieser Niederlitauen dem Deutschen Orden zugesprochen hatte, nahm Vytautas 1421 die ihm von den Hussiten angebotene Krone von Böhmen an. Er verzichtete erst wieder auf diese, als Sigismund 1423 seinen Beschluss widerrief, wodurch sich die Beziehungen zum Reich entspannten.
Mit Feldzügen 1426 und 1427 stärkte Vytautas seine Hegemonie in Pskow und Nowgorod und wurde so nach und nach zum einflussreichsten Herrscher in Osteuropa.

## Innenpolitik

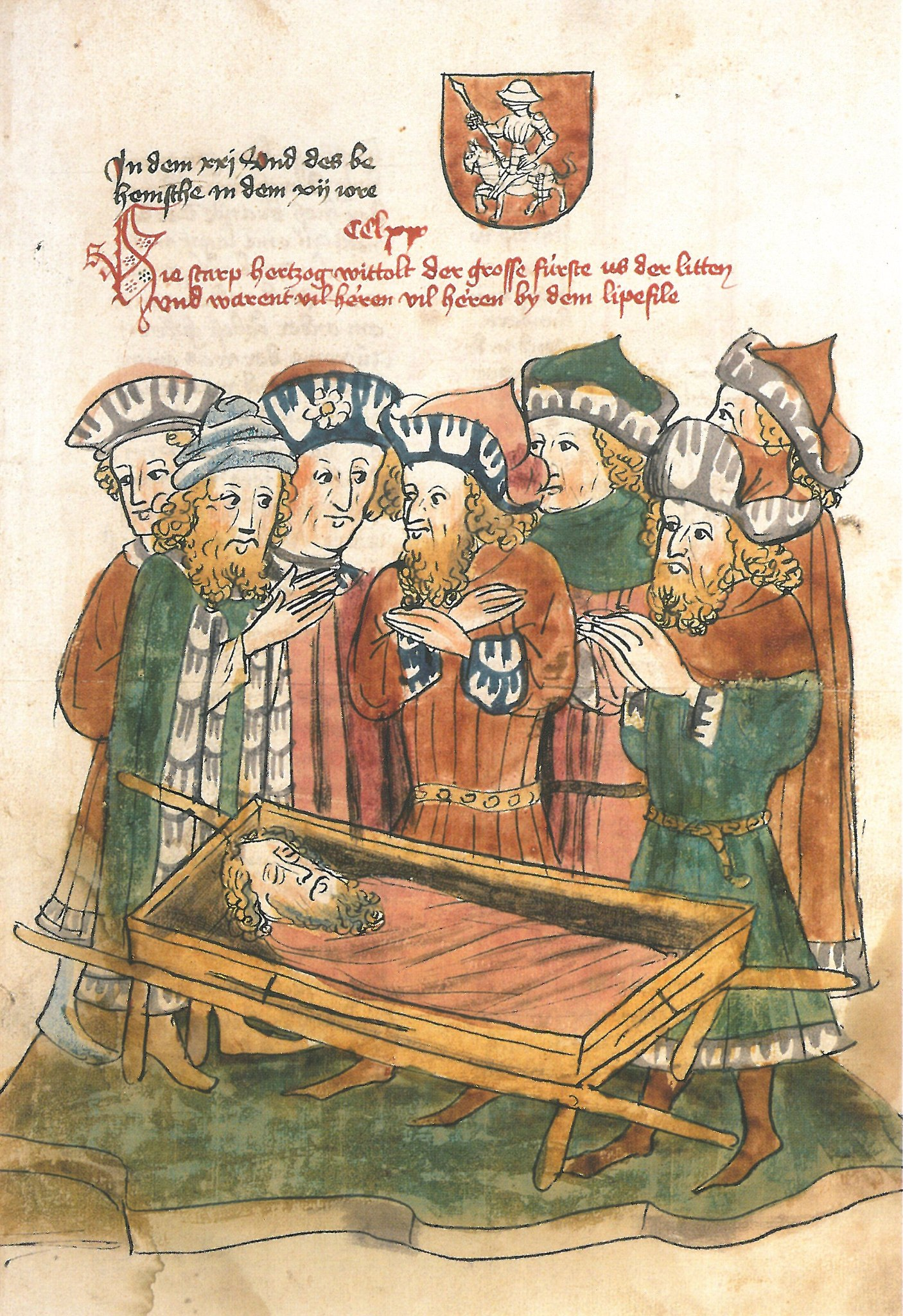
Vytautas’ Tod, zeitgenössische Buchillustration

Auch innenpolitisch war Vytautas sehr rege. Während seiner Herrschaft unterstützte er die Katholiken, denen er ständische Privilegien verlieh. Ab 1415 bemühte er sich zudem um eine Union von katholischer und orthodoxer Kirche. Er richtete eine eigene Kanzlei für das Großfürstentum Litauen ein und trug damit wesentlich dazu bei, die Schriftkultur im Land zu verbreiten und sich der katholischen Kultur Westeuropas zu öffnen. Er verfasste 1390 auch ein Werk über den Deutschen Orden, das später die Grundlage für die Chroniken Litauens bildete.
In den Jahren 1388/1389 stellte Vytautas eine Reihe von Privilegien für die jüdischen Gemeinden in Brest, Grodno, Troki und in anderen litauischen Städten aus. Der Großfürst brachte einige hundert karäische Familien von der Krim nach Troki. Die Mitglieder dieser jüdischen Strömung galten als mutige Grenzkämpfer, gute Handwerker und sprachgewandte Diplomaten. 1388 sicherte er ihnen durch einen Schutzbrief, in dem sie als Judaei Trocenses (Juden von Trakai) bezeichnet sind, einen Rechtsstatus (Religionsfreiheit, berufliche Unabhängigkeit, Recht eigener Gerichtsbarkeit) zu. Dieser wurde während des 15. bis 17. Jh. ausgeweitet. Die Bestimmungen all dieser Privilegien, welche sich zum großen Teil am Statut von Kalisch orientieren, regelten das Zusammenleben zwischen der jüdischen Minderheit und der litauischen Bevölkerung und sind die älteste schriftliche Quelle über das jüdische Leben in Litauen, die heute noch erhalten ist.
Die rasche Entwicklung Litauens ermöglichte es Vytautas, 1429 den großen europäischen Fürstenkongress in Luzk zu veranstalten. Der römisch-deutsche König Sigismund regte an, Vytautas zum König von Litauen zu krönen, ein Vorschlag, dem Jogaila zustimmte. Doch ließen die polnischen Adligen den Boten mit der Krone nicht passieren, während Vytautas in Erwartung der Krone in Vilnius verstarb.
Da Vytautas keine Söhne hinterließ, fiel die litauische Großfürstenwürde zunächst an Švitrigaila (~1370–1452), einen weiteren Sohn des Algirdas, später dann unter Einflussnahme Jogailas 1432 an dessen anderen Bruder Sigismund Kęstutaitis, der allerdings 1440 ermordet wurde.